# Wissenschaftliche Gesellschaft für Theologie
Die Wissenschaftliche Gesellschaft für Theologie (WGTh) ist ein Verein, dessen Zweck die Förderung der theologischen Wissenschaft ist.
Die WGTh wurde 1973 gegründet. Die Rechtsform ist die des eingetragenen Vereins mit Sitz in Berlin und der Geschäftsstelle in Berlin. Vorsitzender ist Konrad Schmid, Professor für Altes Testament an der Universität Zürich. Nach eigener Darstellung hat die Gesellschaft mehr als 700 Mitglieder, die in der theologischen Lehre und Forschung tätig sind. § 3 Satz 1 ihrer Satzung lautet: „Die Gesellschaft verfolgt ausschließlich und unmittelbar die in § 2 genannten gemeinnützigen Zwecke im Sinne des Abschnitts ‚Steuerbegünstigte Zwecke‘ der Abgabenordnung (§§ 51 ff. AO) in der jeweils gültigen Fassung.“
Im Einladungsschreiben von 1973 hieß es, die Gesellschaft werde „für den deutschsprachigen, insbesondere evangelischen Bereich“ gegründet, aber „grundsätzlich soll die Gesellschaft auch Theologen anderer Konfessionen und Regionen offenstehen“.
Die WGTh hat folgende Fachgruppen gebildet:
- Fachgruppe für Alttestamentliche Wissenschaft
- Fachgruppe für Neutestamentliche Wissenschaft
- Fachgruppe für Kirchengeschichte
- Fachgruppe für Systematische Theologie
- Fachgruppe für Praktische Theologie
- Fachgruppe für Religionswissenschaft und Interkulturelle Theologie

Ferner bildet sie Projektgruppen und wirkt insbesondere alle drei Jahre durch den Europäischen Kongress für Theologie.